# Константинов, Виктор Семёнович
Виктор Семёнович Константинов (17 июля 1939, Спасск-Дальний Приморского края — 28 июля 1970) — советский лётчик-испытатель 3 класса (1968), почётный мастер спорта СССР (1965), лейтенант.

## Биография
Детство и юность провёл в Калининграде. В 1957 окончил Казанский аэроклуб, в 1962 — Казанский авиационный институт.
В 1962—1966 годах — инженер, ведущий инженер вертолётной лаборатории Лётно-исследовательского института име. М. М. Громова.
Членом сборной СССР по высшему пилотажу, ставшей чемпионом мира (1962). Прекрасно пилотировал спортивные самолеты.
В 1967 окончил школу летчиков-испытателей. С ноября 1967 по июль 1970 — на лётно-испытательной работе в ЛИИ. Провёл ряд испытательных работ на самолетах-истребителях по тематике института.
Погиб при испытании МиГ-21И, отрабатывая элементы высшего пилотажа для показа на Парижском авиасалоне в аэропорту Бурже.

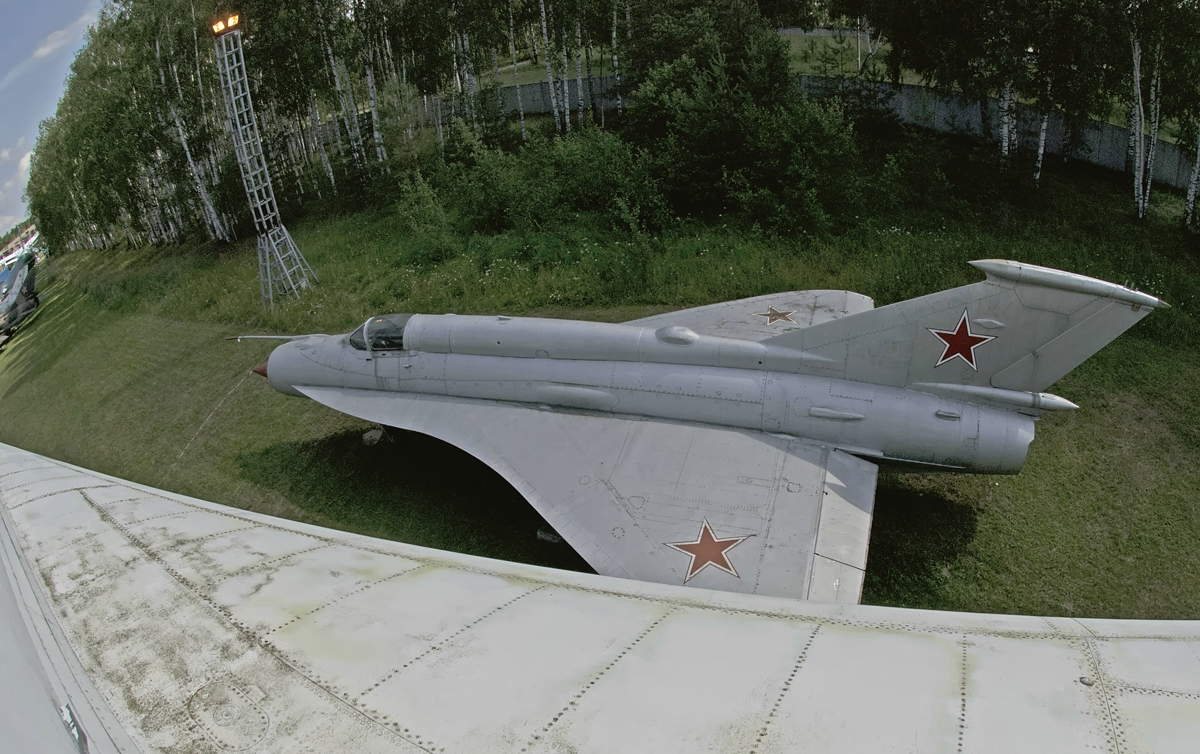
МиГ-21И рядом с Ту-144 в Центральном музее ВВС РФ.

Похоронен на Быковском кладбище в г. Жуковском.